# Chlorociboria
Genre
Chlorociboria est un genre de champignons ascomycètes de la famille des Helotiaceae,. Le genre est cosmopolite.
Il s'agit toujours de champignons forestiers lignicoles, colonisant les branches assez récemment tombées. Ils donnent au bois une coloration d'un bleu-vert caractéristique pouvant s'étendre sur plusieurs mètres. Cette coloration est visible toute l'année, alors que les ascocarpes sont saisonniers (été et automne en Europe). Lorsqu'ils sont encore suffisamment sains, ces bois colorés sont utilisés en marqueterie.
Le genre n'est représenté dans l'hémisphère nord que par deux espèces difficiles à distinguer : C. aeruginascens et C. aeruginosa. Elles sont parfois nommées pézize turquoise, pézize bleu-vert, pézize vert-de-gris, etc.

## Liste des espèces
Le genre comporte actuellement 17 espèces valides, dont 13 ont été décrites récemment (2005) de la Nouvelle-Zélande.

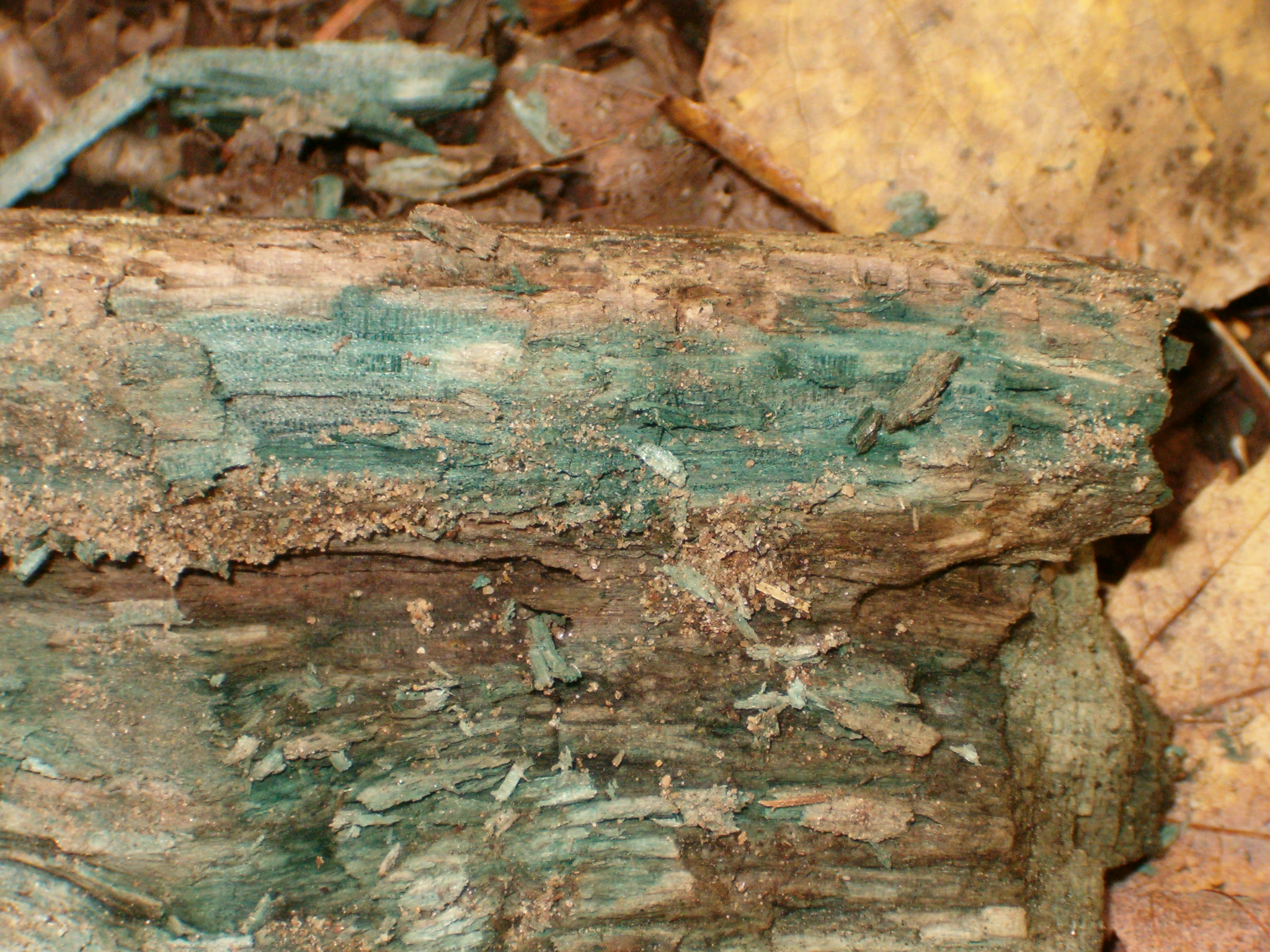
Bois coloré par Chlorociboria aeruginascens.

Selon Index fungorum :
- Chlorociboria aeruginascens
- Chlorociboria aeruginosa
- Chlorociboria albohymenia
- Chlorociboria argentinensis
- Chlorociboria awakinoana
- Chlorociboria campbellensis
- Chlorociboria clavula
- Chlorociboria colubrosa
- Chlorociboria duriligna
- Chlorociboria halonata
- Chlorociboria macrospora
- Chlorociboria omnivirens
- Chlorociboria pardalota
- Chlorociboria poutoensis
- Chlorociboria procera
- Chlorociboria spathulata
- Chlorociboria spiralis